# 邁爾斯氏魮
邁爾斯氏魮（学名：Barbus myersi）為輻鰭魚綱鯉形目鯉科的其中一個種。該物種於1939年由Max Poll描述，分布於非洲剛果河流域，體長可達4.7公分。

## 扩展阅读
維基物種上的相關：邁爾斯氏魮